# 安布罗斯·比尔斯
安布罗斯·格溫莱特·比尔斯（Ambrose Gwinnett Bierce；1842年6月24日—1914年）
，或译为「安卜罗斯·皮尔斯」，是一位美国记者、短篇小说、传说与讽刺小说作家。著名作品有短篇小说《鹰溪桥上》（An Occurrence at Owl Creek Bridge）和讽刺小说《魔鬼辞典》（The Devil's Dictionary）等。
1913年，前往墨西哥。於當時的墨西哥革命中失蹤。

## 名言
|                                                | 爱国主义：名词，一堆随时可以被任何野心家所点燃，去照亮他的名字的易燃垃圾。在约翰逊博士著名的字典中，爱国主义被定义为无赖最后的避难所。带着对这位开明但有缺陷的词典编纂家应有的敬意，我斗胆认为爱国主义应该是无赖的第一个避难所。（Patriotism, n. Combustible rubbish ready to the torch of any one ambitious to illuminate his name. In Dr. Johnson's famous dictionary patriotism is defined as the last resort of a scoundrel. With all due respect to an enlightened but inferior lexicographer I beg to submit it is the first.） |
| ——安布罗斯·格溫莱特·比尔斯，1911，《魔鬼辞典》 | |